# Stagnation (Wirtschaft)
In der Wirtschaft bezeichnet Stagnation einen zeitlichen Abschnitt der Konjunktur, in dem die Produktion oder das Wirtschaftswachstum sich verlangsamen oder verringern. 

## Allgemeines
Messgröße hierfür ist entweder das Bruttoinlandsprodukt (Inlandskonzept) oder das Bruttonationaleinkommen (Inländerkonzept). Auch bei anderen (vor allem makroökonomischen) Größen wird von Stagnation gesprochen, falls diese nur geringes Wachstum erfahren, so z. B. der Inlandskonsum, die gesamtwirtschaftliche Nachfrage oder die Investitionsnachfrage. Fällt das Bruttoinlandsprodukt, spricht man von Rezession oder Depression.

## Verlauf
Stagnation bezeichnet dabei eine Situation, in der die wirtschaftliche Entwicklung unter ihrem Potenzialwachstum zurückbleibt, wodurch es beispielsweise zu Arbeitslosigkeit kommt. Bei einer länger anhaltenden derartigen Stagnation makroökonomischer Variablen spricht man von einer Stagnationskrise. Tritt Stagnation zusammen mit Inflation und Arbeitslosigkeit auf, wird auch von Stagflation gesprochen. Allerdings kann eine Wirtschaft ohne Wachstum in der Vorstellung klassischer Ökonomen als auch moderner Wachstumskritiker durchaus mit Vollbeschäftigung und einem sozial wünschenswerten Zustand einhergehen. Dann wird eher nicht von Stagnation, sondern einer stationären Wirtschaft gesprochen.

## Ökonomische Aspekte
Der keynesianische US-Wirtschaftswissenschaftler Alvin Hansen prägte in den späten 30er Jahren den Begriff der „säkularen Stagnation“. Die These einer „säkularen Stagnation“ wird inzwischen wieder aufgegriffen und von Ökonomen wie Lawrence Summers oder Paul Krugman vertreten. Die säkulare Stagnation wird auch im Zusammenhang der Niedrigzinsphase (Nullzinspolitik, Negativzins) erörtert. Nach Hans-Werner Sinn eine Situation der chronischen Unternachfrage nach den Gütern und Leistungen eines Landes. Die Unternachfrage zeigt sich darin, dass im Verhältnis zu den Ersparnissen zu wenig investiert wird.